# Kenneth Perez
Kenneth Perez Dahl Jensen (Copenaghen, 29 agosto 1974) è un ex calciatore danese, di origine spagnola, centrocampista.
Sua madre è spagnola delle Canarie.

## Caratteristiche tecniche
Giocava come ala.

## Carriera

### Club
Nella stagione di Eredivisie 2004-2005, con l'AZ Alkmaar, mise a segno 13 gol, giungendo nono nella classifica marcatori.

### Nazionale
Esordì nella Nazionale danese nel 2003. Disputò il campionato d'Europa 2004 Portogallo, dove la Danimarca fu eliminata ai quarti di finale, e continuò a militare nella sua selezione fino al 2006. Dopo un periodo di assenza, dal 2007 veste nuovamente i colori della Danimarca.

## Palmarès
- Coppa di Danimarca: 1

Copenaghen: 1996-1997
- Supercoppa dei Paesi Bassi: 1

Ajax: 2006
- Campionato olandese: 1

Twente: 2009-2010